# Casa consistorial de Puebla de Sanabria
La casa consistorial de Puebla de Sanabria es sede del ayuntamiento de la localidad de Puebla de Sanabria, provincia de Zamora, España. Cuenta con el estatus de bien de interés cultural con la categoría de monumento. Adicionalmente forma parte del conjunto histórico de la localidad, también declarado bien de interés cultural.

## Descripción
Ubicado en la plaza Mayor de la villa, el consistorio conforma un espacio patrimonial de gran interés, junto a otros bienes de interés cultural como la iglesia de Santa María del Azogue y el castillo de los Condes de Benavente.
Se trata de un singular ejemplo de arquitectura civil de los siglos XVIII-XIX. De planta rectangular, presenta la fachada principal a la plaza Mayor con dos alturas y una fachada lateral con dos alturas y media, como resultado de la adaptación de la construcción a la topografía del terreno.
El edificio está construido en mampostería, reservando los sillares en los refuerzos de ángulos y esquinas, y especialmente en la fachada principal, caracterizada por un granito más claro que produce un interesante contraste cromático con el resto.
La fachada presenta un orden armónico siguiendo cánones clasicistas, con un porche en la planta baja, en el que se abren tres amplios arcos de medio punto y columnas dóricas; sobre él, repitiendo el esquema y delimitado por una amplia moldura, se sitúa una galería porticada con cuatro arcos.
Los extremos de la fachada rematan con torrecillas gemelas de tres cuerpos separados por impostas y remarcados los paños ciegos con un somero rebaje dando las formas triangulares, cuadradas y curvas, rematando el conjunto con chapiteles piramidales y bolas. La cubierta es de pizarra de lajas irregulares, a la manera tradicional.
El 17 de febrero de 2022 fue declarado bien de interés cultural, con la categoría de monumento, mediante un acuerdo publicado en el Boletín Oficial de Castilla y León el día 21 de ese mismo mes.